# برنی اکلستون
برنارد چارلز اِکلِستون (به انگلیسی: Bernard Charles Ecclestone) معروف به برنی اکلستون (زادهٔ ۲۸ اکتبر ۱۹۳۰) کارآفرین ورزشی بریتانیایی به عنوان رئیس و مدیر عامل شرکت‌های «مدیریت فرمول یک» و «اداره فرمول یک» و همچنین مالک بخشی از سهام «آلفا پرما»، شرکت مادر شرکت‌های «گروه فرمول یک» است. به همین جهت او را معمولاً مهم‌ترین شخصیت اجرایی در مسابقات اتومبیل‌رانی فرمول یک می‌دانند.
وی همچنین یکی از مالکان باشگاه فوتبال انگلیسی کوئینز پارک رنجرز است و یکی از ثروتمندترین اشخاص بریتانیا محسوب می‌شود.
اکلستون در سال ۱۹۸۴ با اسلاویکا رادیچ مدل کروات ازدواج کرد، با این که ۲۸ سال از او بزرگ‌تر و ۲۹ سانتی‌متر از او کوتاه‌تر بود و زبان مشترکی هم نداشتند؛ اسلاویکا به زبان‌های کرواتی و ایتالیایی و برنی فقط به انگلیسی مسلط بود. زندگی مشترک این دو در سال ۲۰۰۹ با درخواست طلاق اسلاویکا اکلستون به دلیل «رفتارهای غیرمعقول» برنی که موجب «استرس و اضطراب» او شده بود و موافقت دادگاه پایان یافت.
اکلستون برای سومین بار در ۲۰۱۲ با زنی برزیلی که ۴۰ سال از خودش کوچکتر بود ازدواج کرد.
اکلستون در سال ۲۰۱۴ به اتهام پرداخت رشوه متهم شد که ۴۵ میلیون دلار به یک بانکدار آلمانی به نام گرهارد گریبکوسکی پرداخته تا بتواند بخشی از سهام فرمول یک را به شرکت سهامداری مورد نظر خود منتقل کند. اکلستون اقرار کرد که به گرهارد گریبکوسکی پول پرداخته اما انکار می‌کند که این پول رشوه بوده‌است.